# Медисон Кошен
Медисон Тејлор Кошен (рођена 15. јуна 1997) је америчка уметничка гимнастичарка у пензији. На двовисинском разбоју, она је једна од четири ко-првакиње света 2015. и освајачица сребрне медаље на Олимпијским играма 2016. Била је део тима који је освојио златну медаљу под називом „Final Five“ на Летњим олимпијским играма 2016. у Рио де Жанеиру, а била је и члан првопласираних америчких тимова на Светском првенству у уметничкој гимнастици 2014. и 2015. године. Дипломирала је на Универзитету Калифорније у Лос Анђелесу 2020. године, где је била члан женског гимнастичког тима. Помогла је УЦЛА Бруинсима да освоје NCAA првенство 2018.

## Младост
Кошен је рођена и одрасла у Даласу, у Тексасу. Њени родитељи, Томас и Синди Кошен, упутили су је на гимнастику. Са пет година почела је да тренира на Светској олимпијској гимнастичкој академији (WOGA) у Плејну, у Тексасу. WOGA је била академија у којој су тренирале олимпијске шампионке у вишебоју Карли Патерсон и Настија Лиукин. Патерсон и Лиукин су послужиле као рана инспирација за Кошен, посебно Лиукин, коју је Кошен упоредила са старијом сестром. Кошен има једног млађег брата. Одгајана је као католкиња. Похађала је Spring Creek Academy у Плејну и дипломирала 2015. године.

## Јуниорска елитна каријера

### 2009–2010
Кошенова је дебитовала у елитној гимнастици 2009. на текмичењу U.S. Classic, завршивши на 18. месту у вишебоју. На првенству САД 2009, заузела је шесто место у вишебојском такмичењу и додата је јуниорској репрезентацији САД. Касније те године, Кошен је изабрана за међународни деби на Top Gym Invitational у граду Шарлроа, у Белгији. Освојила је бронзану медаљу у вишебоју. У финалу дисциплине освојила је златну медаљу на прескоку и сребрну медаљу на греди.
Кошен је сезону 2010. започела на WOGA Classic где је завршила на другом месту у вишебоју иза своје клупске саиграчице Грејс Меклафлин. Затим је заузела пето место у вишебоју у Чикагу. На првенству САД освојила је бронзану медаљу на разбоју и још једном завршила на петом месту у вишебоју.

### 2011–2012
Кошен је почела сезону 2011. освајањем сребрне медаље у вишебоју на WOGA Classic. На Трофеју града Језола освојила је златну медаљу са америчким тимом и завршила на другом месту у вишебоју после Кајле Рос.
Кошен је завршила као друга у вишебоју на WOGA Classic 2012. Пропустила је остатак сезоне због сломљене "плоче раста" у кости зглоба.

## Сениорска елитна каријера

### 2013
Кошен је постала квалификована за сениорска такмичења 2013. године. Она се вратила такмичењу на WOGA Classic такмичећи се на прескоку и на разбоју, где је завршила на трећем и другом месту. Затим је освојила титулу у вишебоју на American Classic-у. На U.S. Classic-у, одржаном у Хоффман Естајтс, у Илиноису, заузела је седмо место у вишебоју и освојила сребрну медаљу на разбоју иза Кајле Рос. Првог дана првенства САД водила је у такмичењу у вишебоју после две ротације. Међутим, на вежби на паркету, уганула је скочни зглоб на троструком обрту. Одустала је од такмичења и није се такмичила до краја године.

### 2014
Кошен се вратила такмичењу на WOGA Classic-у. Такмичила се само на разбоју и греди, освајајући злато и сребро. На трофеју града Језолоа освојила је златну медаљу у двовисинском разбоју. Поново се такмичила само на разбоју и греди на U.S. Classic-у. Освојила је сребрну медаљу на разбоју, а на греди је била осма. На шампионату САД поново је завршила као друга на разбоју и била је пета на греди.
Кошен се такмичила на Панамеричком првенству у Мисисоги у Канади. Она је допринела америчком тиму да се пласира на прво место у екипној конкуренцији. У финалу такмичења, заузела је друго место на разбоју. Такође се квалификовала за финале на греди и завршила као четврта. Дана 17. септембра, Кошен је изабрана да се такмичи на Светском првенству 2014. у Нанингу, у Кини, заједно са Ештон Локлир, Алисом Бауман, Симон Бајлс, Кајлом Рос и Микајлом Скинер. У квалификацијама се такмичила у вишебоју и завршила на 14. месту. Она се такмичила у екипном финалу на разбоју и са резултатом од 14.900 донела је златну медаљу америчком тиму.
После Светског првенства, Кошен је имала операцију ручног зглоба и пропустила пет месеци тренинга.

### 2015
Кошен се вратила такмичењу на U.S. Classic-у, такмичећи се само на разбоју и греди. Завршила је прва на разбоју и девета на греди. На шампионату САД је била шеста у вишебоју и освојила своју прву националну титулу на разбоју. Поново је именована за сениорску репрезентацију САД. Позвана је у изборни камп за Светско првенство одржан 6. октобра.
Кошен је изабрана да се такмичи на Светском првенству у Глазгову, заједно са Симон Бајлс, Габи Даглас, Бреном Дауел, Меги Николс и Али Рајсман. Током квалификационе рунде, Кошен се такмичила на греди и на разбоју, где се квалификовала за финале такмичења на трећем месту. Њени резултати помогли су америчком тиму да се квалификује у тимско финале на првом месту и обезбеди тимски пласман на Олимпијске игре 2016. Затим је помогла америчком тиму да освоји златну медаљу у екипном финалу. У финалу на разбоју, она је постигла 15.366, што ју је ставило у невиђену четворку за златну медаљу са Рускињама Викторијом Комовом, Даријом Спиридоновом и Кинескињом Фан Јилин.

### 2016
Кошен је почела олимпијску сезону на WOGA Classic-у и такмичила се на разбоју и греди, освојивши златне медаље у оба такмичења. У марту, Кошен је, заједно са колегама из националног тима, присуствовала Самиту за медије америчког тима у Лос Анђелесу, конференцији за медије који су могли да интервјуишу и комуницирају са олимпијским надама. Кошен је присуствовала догађају на штакама и у гипсу, а новинарима је потврдила да је имала фрактуру тибије. Пропустила је шест недеља тренинга.
Кошен се вратила такмичењу на U.S. Classic-у и такмичила се на двовисинском разбоју и греди. Завршила је друга на греди иза Ештон Локлир и 15. на греди. Вратила се такмичењу на сва четири такмичења на првенству САД и заузела пето место у вишебоју. Још једном је завршила као друга иза Локлир на разбоју. На Олимпијским играма у САД заузела је осмо место у вишебоју и освојила златну медаљу на двовисинском разбоју. 
Дана 10. јула 2016, Кошен је именована у амерички тим за Олимпијске игре 2016. заједно са Симон Бајлс, Габи Даглас, Али Рејсман и Лори Ернандес.

#### Олимпијске игре у Рио де Жанеиру
Кошен се 7. августа такмичила у квалификационој рунди на Летњим олимпијским играма 2016. Упркос томе што је приказала сва четири догађаја у тренингу, такмичила се само на разбоју, постигавши 15.833. Њен резултат је био највиши на том догађају, а она се квалификовала на прво место у финалу дисциплине. Амерички тим се такође пласирао у екипно финале на првом месту са скоро десет бодова предности испред другопласиране Кине. У тимском финалу 9. августа, Кошен се поново такмичила на разбоју Она је допринела резултатом од 15.933 како би помогла тиму да освоји друго узастопно тимско злато на Олимпијским играма, више од осам бодова испред освајача сребрне медаље. Њен резултат изједначио је са Рускињом Алијом Мустафином, највишим резултатом у тимском финалу. Дана 14. августа, Кошен је освојила сребрну медаљу у финалу у дисциплини двовосинског разбоја, постигла је 15.833 и завршила иза Мустафине за само 0.067.

## Факултетска каријера

### 2017
Кошен је почела да похађа Калифорнијски универзитет у Лос Анђелесу у јесен 2016. и придружила се гимнастичком програму УЦЛА Бруинс. Њен деби је био 7. јануара 2017. у дуелу код куће против Универзитета у Арканзасу, где је освојила три појединачне титуле и забележила резултат у вишебоју од 39.425 и освојила титулу у вишебоју. Кошен и освајачица златне олимпијске медаље 2012. Кајла Рос постали су први освајачи златне олимпијске медаље који су се такмичили у NCAA women's gymnastics tournament. У фебруару 2017, постигла је савршених 10,0 на разбоју у дуелу против тима Stanford Cardinal. Дана 27. марта 2017, Кошен је добила All-America награду за први тим регуларне сезоне у вишебоју и одличја другог тима у вежби на паркету. Помогла је УЦЛА да се пласира на четврто место у Super Six на такмичењу 2017 NCAA women's gymnastics tournament. 

### 2018
21. августа 2017, Кошен је подвргнута операцији. Вратила се у NCAA такмичење 20. јануара 2018. у дуелу против Аризоне, такмичећи се само на греди. Додала је вежбе на паркету свом репертоару 25. фебруара у дуелу против државе Орегон и вратила се такмичењу на двовисинском разбоју на регионалном првенству NCAA 7. априла. Током Super Six финала, пала је на греди, али је допринела одличним перформансама на разбоју и вежбама на поду како би помогла УЦЛА да освоји своју прву титулу у NCAA гимнастици од 2010.

### 2019
21. јануара, Кошен је зарадила своју другу савршену оцену 10 у каријери на двовисинском разбоју у мечу против државе Аризона. Помогла је УЦЛА да понови успех на Pac-12 Conference champions, и да УЦЛА заврши на трећем месту на NCAA шампионату.

### 2020
Кошен је била ван терена првих неколико недеља сезоне 2020. због болова у рамену. Одложила је операцију због још једног поцепаног лабрума да би се такмичила у сениорској сезони. 12. марта, сва преостала такмичења за сезону су отказана због пандемије КОВИД-19 у Сједињеним Државама, укључујући сениорско вече УЦЛА и целу постсезону. Ово је ефективно окончало њену гимнастичарску каријеру. Она је у априлу потврдила да се неће вратити елитној гимнастици због повреда.
Кошен је проглашена за студента-спортисту године на Pac-12 Conference за гимнастику. На крају школске године, проглашена је за стипендисту УЦЛА-е и спортисту године заједно са атлетичарком у кросу Миленом Трујилом. Такође је проглашена за добитницу Бруинсове Том Хансен медаље заједно са фудбалером Дарнејем Холмсом. Њу је УЦЛА номиновао за награду NCAA за жену године, али је Pac-12 Conference није одабрала да буде њен кандидат на нивоу конференције.

## Лични живот
16. августа 2018, Кошен је пријавила да је преживела сексуално злостављање Ларија Насара заједно са саиграчицом из УЦЛА, Кајлом Рос. Кошен је такође изјавила да се не осећа подржаном од стране USA Gymnastics-а и описала је токсичну културу која је довела до тога да се плаши да говори о злостављању. Кошен и Рос су поднеле грађанске тужбе против USA Gymnastics, Државног универзитета Мичигена и Олимпијског и параолимпијског комитета Сједињених Држава. Сва три ентитета су решила тужбе везане за Насарово злостављање и исплатила његове жртве.
У јулу 2022, Кошен је почела да студира на Медицинском колеџу Бејлор у оквиру програма Асистент лекара.